# Ишков, Иван Игоревич
Иван Игоревич Ишков
Общая информация
Иван Игоревич Ишков — российский профессиональный вратарь, выступающий за мини-футбольный клуб «Синара». Родился 6 июля 1999 года в Екатеринбурге. Иван является обладателем Кубка России и Суперкубка России, а также, бронзовым призером Чемпионата России и Чемпионата Казахстана. Является родным братом известного мини-футболиста - Ильи Ишкова.
Ранние годы и начало карьеры
В 2006 году Иван Ишков начал заниматься мини-футболом, поступив в школу клуба «Синара». С ранних лет он проявлял склонность к спорту, и его упорство и трудолюбие вскоре стали заметны тренерам.
Профессиональная карьера
В 2019 году Ишков подписал контракт с основной командой «Синара», дебютировав в профессиональном мини-футболе. На протяжении двух лет он находился в аренде в нескольких клубах, таких как «Каспи», «Корпорация-Аси», «Ухта» и «Атырау», что позволило ему набраться опыта и улучшить свои игровые навыки.
Достижения
- Обладатель Кубка России
- Обладатель Суперкубка России
- Бронзовый призер Чемпионата России
- Бронзовый призер Чемпионата Казахстана

Личная жизнь
Иван Ишков активно поддерживает связь с братом Ильей, который также является заметной фигурой в мире большого футбола и выступает за клуб «Урал». Семейные ценности играют важную роль в жизни Ивана, и он часто говорит о поддержке, которую получает от своей семьи, в карьере.
Иван Игоревич Ишков продолжает развиваться как профессиональный спортсмен, оставаясь важной частью команды «Синара» и внося свой вклад в успехи клуба на различных турнирах.